# Yugoslavia en la Copa Mundial de Fútbol de 1974
Yugoslavia es una de las 16 selecciones participantes en la Copa Mundial de Fútbol de Alemania 1974, la que es su sexta participación en un mundial.

## Clasificación
Yugoslavia enfrentó a España y Grecia en una triangular para definir a un clasificado. Yugoslavia terminó empatada en seis puntos con España por lo que tuvieron que jugar un partido de desempate en Frankfurt, Alemania Federal, partido que ganó Yugoslavia 1-0.

### Grupo 7
| Equipo     | Pts | PJ | PG | PE | PP | GF | GC | Dif |
| ---------- | --- | -- | -- | -- | -- | -- | -- | --- |
| Yugoslavia | 6   | 4  | 2  | 2  | 0  | 7  | 4  | 3   |
| España     | 6   | 4  | 2  | 2  | 0  | 8  | 5  | 3   |
| Grecia     | 0   | 4  | 0  | 0  | 4  | 5  | 11 | -6  |

| 19-10-1972 | España                   | 2 – 2   | Yugoslavia      | Las Palmas, España |                    |
|            | Amancio 30' · Asensi 89' | Reporte | Bajević 52' 60' | Árbitro(s): Walker | Árbitro(s): Walker |

| 18-11-1972 | Yugoslavia   | 1 – 0   | Grecia | Belgrado, Yugoslavia    |                         |
|            | Aćimović 14' | Reporte |        | Árbitro(s): Tschenscher | Árbitro(s): Tschenscher |

| 21-10-1973 | Yugoslavia | 0 – 0   | España | Zagreb, Yugoslavia   |                      |
|            |            | Reporte |        | Árbitro(s): Linemayr | Árbitro(s): Linemayr |

| 19-12-1973 | Grecia                                   | 2 – 4   | Yugoslavia                                | Atenas, Grecia          |                         |
|            | Eleftherakis 29' · Katalinski 44' (a.g.) | Reporte | Bajević 12' · Karasi 15' 90' · Šurjak 62' | Árbitro(s): Tschenscher | Árbitro(s): Tschenscher |

### Partido desempate
Yugoslavia y España empataron en el primer lugar del grupo, con los mismos puntos y la misma diferencia de goles. Tras el partido de desempate, disputado en Fráncfort (Alemania), Yugoslavia consiguió su pase final al mundial.
| 13 de febrero de 1974 | Yugoslavia     | 1:0 | España | Waldstadion, Fráncfort, Alemania                   |                                                    |
|                       | Katalinski 10' |     |        | Asistencia: 63.000 espectadores Árbitro(s): Loraux | Asistencia: 63.000 espectadores Árbitro(s): Loraux |

## Jugadores
Estos son los 22 jugadores convocados para el torneo:

## Resultados
Yugoslavia fue eliminada en la segunda ronda.

### Grupo 2
| Selección  | Pts. | PJ | PG | PE | PP | GF | GC | Dif. |
| ---------- | ---- | -- | -- | -- | -- | -- | -- | ---- |
| Yugoslavia | 4    | 3  | 1  | 2  | 0  | 10 | 1  | 9    |
| Brasil     | 4    | 3  | 1  | 2  | 0  | 3  | 0  | 3    |
| Escocia    | 4    | 3  | 1  | 2  | 0  | 3  | 1  | 2    |
| Zaire      | 0    | 3  | 0  | 0  | 3  | 0  | 14 | -14  |

| 13 de junio de 1974, 17:00 | Brasil | 0:0     | Yugoslavia | Waldstadion, Fráncfort                                             |                                                                    |
|                            |        | Reporte |            | Asistencia: 62.000 espectadores Árbitro(s): Ruedi Scheurer (Suiza) | Asistencia: 62.000 espectadores Árbitro(s): Ruedi Scheurer (Suiza) |

| 1  | PO | Emerson Leão     |  |
| 2  | DF | Luís Pereira     |  |
| 3  | DF | Marinho Peres    |  |
| 4  | DF | Piazza           |  |
| 5  | DF | Marinho Chagas   |  |
| 6  | DF | Nelinho          |  |
| 10 | MC | Roberto Rivelino |  |
| 11 | MC | Caju             |  |
| 7  | DE | Jairzinho        |  |
| 8  | DE | Leivinha         |  |
| 13 | DE | Valdomiro        |  |
| DT | DT | Mário Zagallo    |  |

| 1  | PO | Enver Marić         |
| 2  | DF | Ivan Buljan         |
| 3  | DF | Enver Hadžiabdić    |
| 4  | DF | Dražen Mužinić      |
| 5  | DF | Josip Katalinski    |
| 6  | DF | Vladislav Bogićević |
| 7  | MC | Ilija Petković      |
| 8  | MC | Branko Oblak        |
| 10 | MC | Jovan Aćimović      |
| 9  | DE | Ivica Šurjak        |
| 11 | DE | Dragan Džajić       |
| DT | DT | Miljan Miljanić     |

| Amonestado | 17' | Branko Oblak   |
| Amonestado | 49' | Jovan Aćimović |

| Árbitro             | Ruedi Scheurer |
| Árbitros asistentes | Vital Loraux   |
| Árbitros asistentes | Luis Pestarino |

| 1  | PO | Emerson Leão     |  |
| 2  | DF | Luís Pereira     |  |
| 3  | DF | Marinho Peres    |  |
| 4  | DF | Piazza           |  |
| 5  | DF | Marinho Chagas   |  |
| 6  | DF | Nelinho          |  |
| 10 | MC | Roberto Rivelino |  |
| 11 | MC | Caju             |  |
| 7  | DE | Jairzinho        |  |
| 8  | DE | Leivinha         |  |
| 13 | DE | Valdomiro        |  |
| DT | DT | Mário Zagallo    |  |

| 1  | PO | Enver Marić         |
| 2  | DF | Ivan Buljan         |
| 3  | DF | Enver Hadžiabdić    |
| 4  | DF | Dražen Mužinić      |
| 5  | DF | Josip Katalinski    |
| 6  | DF | Vladislav Bogićević |
| 7  | MC | Ilija Petković      |
| 8  | MC | Branko Oblak        |
| 10 | MC | Jovan Aćimović      |
| 9  | DE | Ivica Šurjak        |
| 11 | DE | Dragan Džajić       |
| DT | DT | Miljan Miljanić     |

| Amonestado | 17' | Branko Oblak   |
| Amonestado | 49' | Jovan Aćimović |

| Árbitro             | Ruedi Scheurer |
| Árbitros asistentes | Vital Loraux   |
| Árbitros asistentes | Luis Pestarino |

| 18 de junio de 1974, 19:30 | Yugoslavia                                                                                                 | 9:0 (6:0) | Zaire | Parkstadion, Gelsenkirchen                                          |                                                                     |
|                            | Bajević 8', 30', 81' · Džajić 14' · Šurjak 18' · Katalinski 22' · Bogićević 35' · Oblak 61' · Petković 65' | Reporte   |       | Asistencia: 31.700 espectadores Árbitro(s): Omar Delgado (Colombia) | Asistencia: 31.700 espectadores Árbitro(s): Omar Delgado (Colombia) |

| 1  | PO | Enver Marić         |
| 2  | DF | Ivan Buljan         |
| 3  | DF | Enver Hadžiabdić    |
| 5  | DF | Josip Katalinski    |
| 6  | DF | Vladislav Bogićević |
| 7  | MC | Ilija Petković      |
| 8  | MC | Branko Oblak        |
| 10 | MC | Jovan Aćimović      |
| 9  | DE | Ivica Šurjak        |
| 11 | DE | Dragan Džajić       |
| 19 | DE | Dušan Bajević       |
| DT | DT | Miljan Miljanić     |

| 1  | PO | Kazadi Mwamba   | 21' |
| 2  | DF | Mwepu Ilunga    |     |
| 3  | DF | Mwanza Mukombo  |     |
| 4  | DF | Bwanga Tshimen  |     |
| 5  | DF | Lobilo Boba     |     |
| 6  | MC | Kilasu Massamba |     |
| 8  | MC | Mana Mamuwene   |     |
| 9  | MC | Kembo Uba Kembo |     |
| 11 | MC | Kidumu Mantantu |     |
| 13 | MC | Ndaye Mulamba   |     |
| 21 | DE | Kakoko Etepé    | 45' |
| DT | DT | Blagoje Vidinić |     |

| 12 | PO | Tubilandu Ndimbi | 21' |
| 14 | DE | Mayanga Maku     | 45' |

| Anotado | 8'  | Dušan Bajević       |
| Anotado | 14' | Dragan Džajić       |
| Anotado | 18' | Ivica Šurjak        |
| Anotado | 22' | Josip Katalinski    |
| Anotado | 30' | Dušan Bajević       |
| Anotado | 35' | Vladislav Bogićević |
| Anotado | 61' | Branko Oblak        |
| Anotado | 65' | Ilija Petković      |
| Anotado | 81' | Dušan Bajević       |

| Amonestado | 54' | Enver Hadžiabdić |

| Expulsado | 22' | Ndaye Mulamba |

| Árbitro             | Omar Delgado      |
| Árbitros asistentes | Vicente Llobregat |
| Árbitros asistentes | Ramón Barreto     |

| 1  | PO | Enver Marić         |
| 2  | DF | Ivan Buljan         |
| 3  | DF | Enver Hadžiabdić    |
| 5  | DF | Josip Katalinski    |
| 6  | DF | Vladislav Bogićević |
| 7  | MC | Ilija Petković      |
| 8  | MC | Branko Oblak        |
| 10 | MC | Jovan Aćimović      |
| 9  | DE | Ivica Šurjak        |
| 11 | DE | Dragan Džajić       |
| 19 | DE | Dušan Bajević       |
| DT | DT | Miljan Miljanić     |

| 1  | PO | Kazadi Mwamba   | 21' |
| 2  | DF | Mwepu Ilunga    |     |
| 3  | DF | Mwanza Mukombo  |     |
| 4  | DF | Bwanga Tshimen  |     |
| 5  | DF | Lobilo Boba     |     |
| 6  | MC | Kilasu Massamba |     |
| 8  | MC | Mana Mamuwene   |     |
| 9  | MC | Kembo Uba Kembo |     |
| 11 | MC | Kidumu Mantantu |     |
| 13 | MC | Ndaye Mulamba   |     |
| 21 | DE | Kakoko Etepé    | 45' |
| DT | DT | Blagoje Vidinić |     |

| 12 | PO | Tubilandu Ndimbi | 21' |
| 14 | DE | Mayanga Maku     | 45' |

| Anotado | 8'  | Dušan Bajević       |
| Anotado | 14' | Dragan Džajić       |
| Anotado | 18' | Ivica Šurjak        |
| Anotado | 22' | Josip Katalinski    |
| Anotado | 30' | Dušan Bajević       |
| Anotado | 35' | Vladislav Bogićević |
| Anotado | 61' | Branko Oblak        |
| Anotado | 65' | Ilija Petković      |
| Anotado | 81' | Dušan Bajević       |

| Amonestado | 54' | Enver Hadžiabdić |

| Expulsado | 22' | Ndaye Mulamba |

| Árbitro             | Omar Delgado      |
| Árbitros asistentes | Vicente Llobregat |
| Árbitros asistentes | Ramón Barreto     |

| 22 de junio de 1974, 16:00 | Escocia    | 1:1 (0:0) | Yugoslavia | Waldstadion, Fráncfort                                                          |                                                                                 |
|                            | Jordan 88' | Reporte   | Karasi 81' | Asistencia: 56.000 espectadores Árbitro(s): Alfonso González Archundia (México) | Asistencia: 56.000 espectadores Árbitro(s): Alfonso González Archundia (México) |

| 1  | PO | David Harvey   |     |
| 2  | DF | Sandy Jardine  |     |
| 3  | DF | Danny McGrain  |     |
| 5  | DF | Jim Holton     |     |
| 14 | DF | Martin Buchan  |     |
| 4  | MC | Billy Bremner  |     |
| 10 | MC | David Hay      |     |
| 8  | DE | Kenny Dalglish | 65' |
| 9  | DE | Joe Jordan     |     |
| 11 | DE | Peter Lorimer  |     |
| 20 | DE | Willie Morgan  |     |
| DT | DT | Willie Ormond  |     |

| 1  | PO | Enver Marić         |     |
| 2  | DF | Ivan Buljan         |     |
| 3  | DF | Enver Hadžiabdić    |     |
| 5  | DF | Josip Katalinski    |     |
| 6  | DF | Vladislav Bogićević |     |
| 7  | MC | Ilija Petković      |     |
| 8  | MC | Branko Oblak        |     |
| 10 | MC | Jovan Aćimović      |     |
| 9  | DE | Ivica Šurjak        |     |
| 11 | DE | Dragan Džajić       | 70' |
| 19 | DE | Dušan Bajević       |     |
| DT | DT | Miljan Miljanić     |     |

| 18 | DE | Tommy Hutchison | 65' |

| 18 | DE | Stanislav Karasi | 70' |

| Anotado | 88' | Joe Jordan |

| Anotado | 81' | Stanislav Karasi |

| Amonestado | 60' | Joe Jordan |
| Amonestado | 70' | David Hay  |

| Amonestado | 21' | Branko Oblak     |
| Amonestado | 55' | Josip Katalinski |
| Amonestado | 70' | Dušan Bajević    |

| Árbitro             | Alfonso González Archundia |
| Árbitros asistentes | Kurt Tschenscher           |
| Árbitros asistentes | Rudi Glöckner              |

| 1  | PO | David Harvey   |     |
| 2  | DF | Sandy Jardine  |     |
| 3  | DF | Danny McGrain  |     |
| 5  | DF | Jim Holton     |     |
| 14 | DF | Martin Buchan  |     |
| 4  | MC | Billy Bremner  |     |
| 10 | MC | David Hay      |     |
| 8  | DE | Kenny Dalglish | 65' |
| 9  | DE | Joe Jordan     |     |
| 11 | DE | Peter Lorimer  |     |
| 20 | DE | Willie Morgan  |     |
| DT | DT | Willie Ormond  |     |

| 1  | PO | Enver Marić         |     |
| 2  | DF | Ivan Buljan         |     |
| 3  | DF | Enver Hadžiabdić    |     |
| 5  | DF | Josip Katalinski    |     |
| 6  | DF | Vladislav Bogićević |     |
| 7  | MC | Ilija Petković      |     |
| 8  | MC | Branko Oblak        |     |
| 10 | MC | Jovan Aćimović      |     |
| 9  | DE | Ivica Šurjak        |     |
| 11 | DE | Dragan Džajić       | 70' |
| 19 | DE | Dušan Bajević       |     |
| DT | DT | Miljan Miljanić     |     |

| 18 | DE | Tommy Hutchison | 65' |

| 18 | DE | Stanislav Karasi | 70' |

| Anotado | 88' | Joe Jordan |

| Anotado | 81' | Stanislav Karasi |

| Amonestado | 60' | Joe Jordan |
| Amonestado | 70' | David Hay  |

| Amonestado | 21' | Branko Oblak     |
| Amonestado | 55' | Josip Katalinski |
| Amonestado | 70' | Dušan Bajević    |

| Árbitro             | Alfonso González Archundia |
| Árbitros asistentes | Kurt Tschenscher           |
| Árbitros asistentes | Rudi Glöckner              |

### Segunda ronda
| Selección        | Pts. | PJ | PG | PE | PP | GF | GC | Dif. |
| ---------------- | ---- | -- | -- | -- | -- | -- | -- | ---- |
| Alemania Federal | 6    | 3  | 3  | 0  | 0  | 7  | 2  | 5    |
| Polonia          | 4    | 3  | 2  | 0  | 1  | 3  | 2  | 1    |
| Suecia           | 2    | 3  | 1  | 0  | 2  | 4  | 6  | -2   |
| Yugoslavia       | 0    | 3  | 0  | 0  | 3  | 2  | 6  | -4   |

| 26 de junio de 1974, 16:00 | Yugoslavia | 0:2 (0:1) | Alemania Federal          | Rheinstadion, Düsseldorf                                             |                                                                      |
|                            |            | Reporte   | Breitner 39' · Müller 82' | Asistencia: 67.385 espectadores Árbitro(s): Armando Marques (Brasil) | Asistencia: 67.385 espectadores Árbitro(s): Armando Marques (Brasil) |

| 1  | PO | Enver Marić      |     |
| 2  | DF | Ivan Buljan      |     |
| 3  | DF | Enver Hadžiabdić |     |
| 4  | DF | Dražen Mužinić   |     |
| 5  | DF | Josip Katalinski |     |
| 8  | MC | Branko Oblak     | 84' |
| 10 | MC | Jovan Aćimović   |     |
| 9  | DE | Ivica Šurjak     |     |
| 11 | DE | Dragan Džajić    | 84' |
| 17 | DE | Danilo Popivoda  |     |
| 18 | DE | Stanislav Karasi |     |
| DT | DT | Miljan Miljanić  |     |

| 1  | PO | Sepp Maier               |     |
| 2  | DF | Berti Vogts              |     |
| 3  | DF | Paul Breitner            |     |
| 4  | DF | Hans-Georg Schwarzenbeck |     |
| 5  | DF | Franz Beckenbauer        |     |
| 7  | MC | Herbert Wimmer           | 73' |
| 12 | MC | Wolfgang Overath         |     |
| 16 | MC | Rainer Bonhof            |     |
| 13 | DE | Gerd Müller              |     |
| 17 | DE | Bernd Hölzenbein         | 78' |
| 18 | DE | Dieter Herzog            |     |
| DT | DT | Helmut Schön             |     |

| 7  | MC | Ilija Petković  | 84' |
| 12 | DE | Jurica Jerković | 84' |

| 14 | MC | Uli Hoeneß  | 73' |
| 15 | DE | Heinz Flohe | 78' |

| Anotado | 39' | Paul Breitner |
| Anotado | 82' | Gerd Müller   |

| Amonestado | 36' | Ivan Buljan      |
| Amonestado | 61' | Enver Hadžiabdić |

| Amonestado | 16' | Wolfgang Overath |
| Amonestado | 35' | Berti Vogts      |

| Árbitro             | Armando Marques    |
| Árbitros asistentes | Aurelio Angonese   |
| Árbitros asistentes | Edison Pérez Núñez |

| 1  | PO | Enver Marić      |     |
| 2  | DF | Ivan Buljan      |     |
| 3  | DF | Enver Hadžiabdić |     |
| 4  | DF | Dražen Mužinić   |     |
| 5  | DF | Josip Katalinski |     |
| 8  | MC | Branko Oblak     | 84' |
| 10 | MC | Jovan Aćimović   |     |
| 9  | DE | Ivica Šurjak     |     |
| 11 | DE | Dragan Džajić    | 84' |
| 17 | DE | Danilo Popivoda  |     |
| 18 | DE | Stanislav Karasi |     |
| DT | DT | Miljan Miljanić  |     |

| 1  | PO | Sepp Maier               |     |
| 2  | DF | Berti Vogts              |     |
| 3  | DF | Paul Breitner            |     |
| 4  | DF | Hans-Georg Schwarzenbeck |     |
| 5  | DF | Franz Beckenbauer        |     |
| 7  | MC | Herbert Wimmer           | 73' |
| 12 | MC | Wolfgang Overath         |     |
| 16 | MC | Rainer Bonhof            |     |
| 13 | DE | Gerd Müller              |     |
| 17 | DE | Bernd Hölzenbein         | 78' |
| 18 | DE | Dieter Herzog            |     |
| DT | DT | Helmut Schön             |     |

| 7  | MC | Ilija Petković  | 84' |
| 12 | DE | Jurica Jerković | 84' |

| 14 | MC | Uli Hoeneß  | 73' |
| 15 | DE | Heinz Flohe | 78' |

| Anotado | 39' | Paul Breitner |
| Anotado | 82' | Gerd Müller   |

| Amonestado | 36' | Ivan Buljan      |
| Amonestado | 61' | Enver Hadžiabdić |

| Amonestado | 16' | Wolfgang Overath |
| Amonestado | 35' | Berti Vogts      |

| Árbitro             | Armando Marques    |
| Árbitros asistentes | Aurelio Angonese   |
| Árbitros asistentes | Edison Pérez Núñez |

| 30 de junio de 1974, 16:00 | Polonia                     | 2:1 (2:1) | Yugoslavia | Waldstadion, Fráncfort                                                       |                                                                              |
|                            | Deyna 24' (pen.) · Lato 62' | Reporte   | Karasi 43' | Asistencia: 58.000 espectadores Árbitro(s): Rudi Glöckner (Alemania Federal) | Asistencia: 58.000 espectadores Árbitro(s): Rudi Glöckner (Alemania Federal) |

| 2  | PO | Jan Tomaszewski    |     |
| 4  | DF | Antoni Szymanowski |     |
| 6  | DF | Jerzy Gorgoń       |     |
| 9  | DF | Władysław Żmuda    |     |
| 10 | DF | Adam Musiał        |     |
| 12 | MC | Kazimierz Deyna    | 80' |
| 13 | MC | Henryk Kasperczak  |     |
| 14 | MC | Zygmunt Maszczyk   |     |
| 16 | DE | Grzegorz Lato      |     |
| 17 | DE | Andrzej Szarmach   | 57' |
| 18 | DE | Robert Gadocha     |     |
| DT | DT | Kazimierz Górski   |     |

| 1  | PO | Enver Marić         |     |
| 2  | DF | Ivan Buljan         |     |
| 3  | DF | Enver Hadžiabdić    |     |
| 5  | DF | Josip Katalinski    |     |
| 6  | DF | Vladislav Bogićević |     |
| 7  | MC | Ilija Petković      | 81' |
| 8  | MC | Branko Oblak        | 16' |
| 10 | MC | Jovan Aćimović      |     |
| 9  | DE | Ivica Šurjak        |     |
| 18 | DE | Stanislav Karasi    |     |
| 19 | DE | Dušan Bajević       |     |
| DT | DT | Miljan Miljanić     |     |

| 11 | DE | Lesław Ćmikiewicz | 57' |
| 19 | MC | Jan Domarski      | 80' |

| 12 | MC | Jurica Jerković   | 16' |
| 20 | MC | Vladimir Petrović | 81' |

| Anotado         | 24' | Kazimierz Deyna |
| Anotado · Penal | 62' | Grzegorz Lato   |

| Anotado | 43' | Stanislav Karasi |

| Árbitro             | Rudi Glöckner    |
| Árbitros asistentes | Armando Marques  |
| Árbitros asistentes | Werner Winsemann |

| 2  | PO | Jan Tomaszewski    |     |
| 4  | DF | Antoni Szymanowski |     |
| 6  | DF | Jerzy Gorgoń       |     |
| 9  | DF | Władysław Żmuda    |     |
| 10 | DF | Adam Musiał        |     |
| 12 | MC | Kazimierz Deyna    | 80' |
| 13 | MC | Henryk Kasperczak  |     |
| 14 | MC | Zygmunt Maszczyk   |     |
| 16 | DE | Grzegorz Lato      |     |
| 17 | DE | Andrzej Szarmach   | 57' |
| 18 | DE | Robert Gadocha     |     |
| DT | DT | Kazimierz Górski   |     |

| 1  | PO | Enver Marić         |     |
| 2  | DF | Ivan Buljan         |     |
| 3  | DF | Enver Hadžiabdić    |     |
| 5  | DF | Josip Katalinski    |     |
| 6  | DF | Vladislav Bogićević |     |
| 7  | MC | Ilija Petković      | 81' |
| 8  | MC | Branko Oblak        | 16' |
| 10 | MC | Jovan Aćimović      |     |
| 9  | DE | Ivica Šurjak        |     |
| 18 | DE | Stanislav Karasi    |     |
| 19 | DE | Dušan Bajević       |     |
| DT | DT | Miljan Miljanić     |     |

| 11 | DE | Lesław Ćmikiewicz | 57' |
| 19 | MC | Jan Domarski      | 80' |

| 12 | MC | Jurica Jerković   | 16' |
| 20 | MC | Vladimir Petrović | 81' |

| Anotado         | 24' | Kazimierz Deyna |
| Anotado · Penal | 62' | Grzegorz Lato   |

| Anotado | 43' | Stanislav Karasi |

| Árbitro             | Rudi Glöckner    |
| Árbitros asistentes | Armando Marques  |
| Árbitros asistentes | Werner Winsemann |

| 3 de julio de 1974, 19:30 | Suecia                        | 2:1 (1:1) | Yugoslavia | Rheinstadion, Düsseldorf                                               |                                                                        |
|                           | Edstrom 29' · Torstensson 85' | Reporte   | Šurjak 27' | Asistencia: 41.300 espectadores Árbitro(s): Luis Pestarino (Argentina) | Asistencia: 41.300 espectadores Árbitro(s): Luis Pestarino (Argentina) |

| 1  | PO | Ronnie Hellström  |
| 2  | DF | Jan Olsson        |
| 3  | DF | Kent Karlsson     |
| 4  | DF | Björn Nordqvist   |
| 18 | DF | Jörgen Augustsson |
| 6  | MC | Ove Grahn         |
| 14 | MC | Staffan Tapper    |
| 21 | MC | Örjan Persson     |
| 8  | DE | Conny Torstensson |
| 10 | DE | Ralf Edström      |
| 11 | DE | Roland Sandberg   |
| DT | DT | Georg Ericson     |

| 1  | PO | Enver Marić         |     |
| 2  | DF | Ivan Buljan         |     |
| 3  | DF | Enver Hadžiabdić    |     |
| 5  | DF | Josip Katalinski    |     |
| 6  | DF | Vladislav Bogićević |     |
| 10 | MC | Jovan Aćimović      |     |
| 12 | MC | Jurica Jerković     |     |
| 13 | MC | Miroslav Pavlović   | 78' |
| 20 | MC | Vladimir Petrović   | 70' |
| 9  | DE | Ivica Šurjak        |     |
| 11 | DE | Dragan Džajić       |     |
| DT | DT | Miljan Miljanić     |     |

| 18 | MC | Stanislav Karasi | 70' |
| 14 | MC | Luka Peruzović   | 78' |

| Anotado | 29' | Ralf Edström      |
| Anotado | 85' | Conny Torstensson |

| Anotado | 27' | Ivica Šurjak |

| Amonestado | 26' | Josip Katalinski |
| Amonestado | 86' | Stanislav Karasi |

| Árbitro             | Luis Pestarino    |
| Árbitros asistentes | Ramón Barreto     |
| Árbitros asistentes | Vicente Llobregat |

| 1  | PO | Ronnie Hellström  |
| 2  | DF | Jan Olsson        |
| 3  | DF | Kent Karlsson     |
| 4  | DF | Björn Nordqvist   |
| 18 | DF | Jörgen Augustsson |
| 6  | MC | Ove Grahn         |
| 14 | MC | Staffan Tapper    |
| 21 | MC | Örjan Persson     |
| 8  | DE | Conny Torstensson |
| 10 | DE | Ralf Edström      |
| 11 | DE | Roland Sandberg   |
| DT | DT | Georg Ericson     |

| 1  | PO | Enver Marić         |     |
| 2  | DF | Ivan Buljan         |     |
| 3  | DF | Enver Hadžiabdić    |     |
| 5  | DF | Josip Katalinski    |     |
| 6  | DF | Vladislav Bogićević |     |
| 10 | MC | Jovan Aćimović      |     |
| 12 | MC | Jurica Jerković     |     |
| 13 | MC | Miroslav Pavlović   | 78' |
| 20 | MC | Vladimir Petrović   | 70' |
| 9  | DE | Ivica Šurjak        |     |
| 11 | DE | Dragan Džajić       |     |
| DT | DT | Miljan Miljanić     |     |

| 18 | MC | Stanislav Karasi | 70' |
| 14 | MC | Luka Peruzović   | 78' |

| Anotado | 29' | Ralf Edström      |
| Anotado | 85' | Conny Torstensson |

| Anotado | 27' | Ivica Šurjak |

| Amonestado | 26' | Josip Katalinski |
| Amonestado | 86' | Stanislav Karasi |

| Árbitro             | Luis Pestarino    |
| Árbitros asistentes | Ramón Barreto     |
| Árbitros asistentes | Vicente Llobregat |